# Jorge Alarte Gorbe
Jorge Alarte Gorbe (Alaquàs, 1973) és un advocat i polític socialista valencià. Es llicencià en dret per la Universitat de València. El 1990 entrà a formar part del Consell Escolar Valencià i el 1991-1995 secretari de la Federació Valenciana d'Associacions d'Alumnes d'Ensenyament Mitjà. El 1994 ingressà en el PSPV-PSOE, el 1995 fou regidor de joventut de l'ajuntament d'Alaquàs i el 1999 en fou escollit alcalde, càrrec que ocupà fins al juliol de 2009.
Alarte guanyà les eleccions municipals amb majoria absoluta de manera consecutiva des del 2003. Deixant la batllia d'Alaquàs en mans de la regidora socialista Elvira García després de ser triat Secretari General del PSPV, el 2009. El seu mandat ha estat marcat per la recuperació i rehabilitació del Castell d'Alaquàs.

## Secretaria General del PSPV
En l'XI Congrés del PSPV-PSOE celebrat el 2008 aconseguí el càrrec de secretari general del partit, guanyant les eleccions a l'altre candidat, el batlle de Morella, Ximo Puig, amb una escassa diferència de 20 vots. Amb l'objectiu de recuperar el Govern de la Generalitat Valenciana per als socialistes inicià la desaparició de l'estructura comarcal del partit substituint-la per una estructura provincial.
Fou proclamat candidat a la presidència de la Generalitat el 23 de setembre de 2010 després que el seu rival Antoni Asunción no recollira els suficients avals per a la celebració d'eleccions primàries. Asunción acusà a Alarte de manipular el procés i impedir les primàries. Alarte perdé les eleccions a les Corts Valencianes de 2011 davant el candidat del PP Francesc Camps amb els pitjors resultats de la història del socialisme valencià, amb menys del 30% dels vots.
Durant el XII Congrés celebrat a Alacant el març de 2012, els delegats socialistes no aprovaren la gestió de la seua executiva i perdé la secretaria general en favor de Ximo Puig amb el qual ja s'acarà a l'anterior congrés en el qual guanyà. Els seus detractors l'acusaren de ser el responsable polític dels negatius resultats electorals i la pèrdua de 8.000 militants durant el seu mandat.